# Мур, Клод Томас Стенфилд

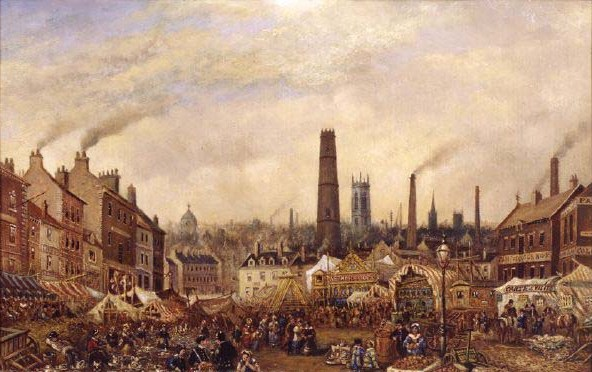
Морледж в Дерби с видом на ярмарку

Клод Томас Стэнфилд Мур (англ. Claude Thomas Stanfield Moore, 10 июня 1853 — 2 апреля 1901) — британский пейзажист из Ноттингема. Известен морскими сценами и изображения парламента. Сын Томаса Купера Мура (1827—1901), художника и архитектора. Его отец стал одним из его учителей. Работы Клода Томаса Стенфилда Мура размещены в Музее и художественной галерее Дерби, Художественной галерее Ротерема и в Галерее Ноттингемского замка. Мур умер в Ноттингеме в том же году, что и его отец.